# 愛してモナムール
「愛してモナムール」（あいしてモナムール）は、1982年1月21日にリリースされた岩崎良美の8枚目のシングル。発売元はキャニオンレコード。

## 概要
表題曲「愛してモナムール」は、作家に安井かずみ・加藤和彦夫妻を迎えた楽曲。この曲で第11回東京音楽祭世界大会に出場し、ベストステージング賞と外国審査員団賞を受賞した。
″モナムール″ とはフランス語で ″私の愛する人″ を意味し、親しみを込めた愛情表現の一種である。
B面曲「雨の日曜日」はオリジナルアルバム未収録曲となっている。

## 収録曲
1. 愛してモナムール (3:23)
作詞：安井かずみ／作曲：加藤和彦／編曲：清水信之
2. 雨の日曜日 (4:10)
作詞・作曲：網倉一也／編曲：大村雅朗